# Elaphe erythrura
Elaphe erythrura este o specie de șerpi din genul Elaphe, familia Colubridae, descrisă de Duméril, Bibron și Duméril 1854.

## Subspecii
Această specie cuprinde următoarele subspecii:
- E. e. celebensis
- E. e. erythrura
- E. e. manillensis
- E. e. philippina
- E. e. psephenoura